# Río Sosva
El río Sosva (del ruso: Река Сосьва) es un río ruso de la Siberia Occidental, una de las fuentes del río Tavdá, afluente a su vez del río Tobol y este del río Irtysh en su curso bajo. Tiene una longitud de 635 km (aunque el sistema Tavda-Sosva alcanza los 1.391 km) y drena una cuenca de 24.700 km². 
Administrativamente, el río discurre por el óblast de Sverdlovsk de la Federación de Rusia.

## Geografía
El río Sosva nace en la vertiente oriental del centro de los montes Urales, en el óblast de Sverdlovsk. Discurre primero en dirección este por las tierras del piedemonte de los Urales, luego hacia el sur, para adentrarse en las tierras pantanosas de las llanuras de la meseta de Siberia Central. Recibe en este tramo de la derecha los ríos Kakva (113 km) y Lyalya, sus dos principales afluentes. Pasa luego por la ciudad que le da nombre, Sosva, y toma dirección Nororiental, que mantiene durante algunas decenas de kilómetros, para unirse finalmente al río Lozva y formar juntos el río Tavda, aguas abajo de la localidad de Gari.
Otros afluentes suyos, además de los ya citados Kakva y Lyalya, son los ríos Vagran y Turya (128 km).
Al igual que todos los ríos siberianos, sufre largos períodos de heladas (seis meses al año, desde finales de octubre-noviembre hasta finales de abril-principios de mayo) y amplias extensiones de suelo permanecen permanentemente congeladas en profundidad (permafrost). Al llegar la época del deshielo, inunda amplias zonas que convierte en terrenos pantanosos. En invierno, el caudal alcanza el mínimo anual (4,48 m³/s ) y en la primavera el máximo (en el curso inferior, 2.210 m³/s, con un promedio de 111 m³/s). En la época de deshielo, a finales de la primavera, justo antes de los períodos de máxima descarga, el nivel del río puede llegar a crecer 5-6 metros por encima del nivel habitual. 
El río es navegable 333 km río arriba desde la boca. El río baña algunas localidades, como Maslova, Romanovo o la propia Sosva. La más importante de todas en su área de influencia es la ciudad industrial de Serov (99.804 hab. en 2002), situada a pocos kilómetros de su curso.

## Historia
En 1558, los Stróganov, una familia de comerciantes rusos, recibieron permiso del zar Iván el Terrible para explorar la abundante región a lo largo del río Kama, y en 1574 para las tierras a lo largo del río Tura y el río Tobol. Recibieron asimismo un permiso, bajo su propio riesgo, para construir fuertes y poblados a lo largo de los ríos Obi e Irtysh. En 1579, los Stróganov llegaron a un acuerdo temporal (1579-81) con el atamán Yermak Timoféyevich para que les brindase protección contra los ataques tártaros en la región, a cambio de alimentos y municiones entregados a los cosacos de Yermak. 
En Tura, y en las cercanías del río Tavdá, las tropas comandadas por Yermak se enfrentaron en dos ocasiones con las tropas de los tártaros siberianos y en ambas salieron vencedores en los años siguientes.